# Česká vysočina
Česká vysočina je geomorfologická provincie, zabírající podstatnou část českého území, ale přesahující i do sousedních států. V německém členění jí odpovídá region Östliche Mittelgebirge (Východní středohoří), v Rakousku pak Granit- und Gneishochland (Žulovo-rulová vysočina). Jde o geologicky stará, erozí ohlazená horstva, jejichž nejvyšší partie tvoří přirozenou hranici Čech. Na severu spadá do Středoevropské nížiny, na východě ji Moravské úvaly oddělují od Západních Karpat. Na jihu je zhruba ohraničena Dunajem, i když v některých místech Rakouska k ní geologicky patří i některé výběžky na pravém břehu Dunaje. V Německu pokračuje horskými celky na sasko-bavorských hranicích až do Durynska.

## Historie zrodu
Některé části České vysočiny jsou staré 350, 500, výjimečně (u Zwettlu) i 800 miliónů let, tedy z doby, kdy zde byl jeden ze dvou superkontinentů, Laurasie. Původně šlo o pohoří srovnatelné přinejmenším s Východními Alpami, ale milióny let trvající eroze ho připravila o dobrých 1500 m výšky. Česká vysočina vznikala během kaledonského a pozdějšího hercynského vrásnění (během spojování kontinentů v Pangeu). Tak vznikl mimořádně dlouhý řetězec hor, od Appalačského pohoří přes dnešní Španělsko, Bretaň, Francouzské středohoří a střední Německo až do Česka. Ještě než bylo toto pásmo přerušeno vznikajícím Atlantikem, mohlo mít dimenze dnešního Himálaje.

## Základní členění
Geomorfologicky se Česká vysočina dělí na tyto subprovincie:
- Krušnohorská
- Krkonošsko-jesenická (Sudety)
- Česká tabule
- Poberounská
- Šumavská
- Česko-moravská